# 亞婆井工作室
亞婆井工作室（葡文：Studio Nilau）是由澳門的一群志願者組成的非牟利獨立小組，旨在以澳門作為平台，在向華人推廣葡語文化的同時，向葡人推廣中華文化。

## 相關報導
- 《澳大葡萄牙語學會支持製作拍攝：〈澳門的水源〉放映會明舉行》 - 《澳門日報》二零零七年九月廿七日號B10版「澳聞」
- 《綠豆圍回憶揭「澳門製造」環節序幕》[永久] - 《澳門論壇日報》二零零九年三月廿四日號「本地消息」
- 《請別拆下綠豆圍》 （页面存档备份，存于） - 《句號報》二零零九年四月十三日號
- 《亞婆井工作室推出攝影集》[永久] - 《澳門論壇日報》二零零九年六月十一日號「本地消息」
- 《青春萬歲：亞婆井工作室昭示夢想和計劃》 - 《澳門今日》二零零九年六月十七日號頁十一「文化版」
- 《冀望》 - 《澳門今日》二零零九年六月十七日號頁十一「文化版」